# Калленберг
Калленберг (нім. Callenberg) — громада в Німеччині, розташована в землі Саксонія. Входить до складу району Цвікау.
Площа — 39,82 км2. Населення становить 4932 ос. (станом на 31 грудня 2020).